# Anomalluma dodsoniana
Anomalluma dodsoniana är en oleanderväxtart som först beskrevs av John Jacob Lavranos, och fick sitt nu gällande namn av D.C.H. Plowes. Anomalluma dodsoniana ingår i släktet Anomalluma och familjen oleanderväxter. Inga underarter finns listade i Catalogue of Life.